# Tetrákomo
Tetrákomo är en ort i Grekland.   Den ligger i prefekturen Nomós Ártas och regionen Epirus, i den centrala delen av landet, 260 km nordväst om huvudstaden Aten. Tetrákomo ligger 930 meter över havet och antalet invånare är 103.
Terrängen runt Tetrákomo är kuperad åt sydväst, men åt nordost är den bergig. Runt Tetrákomo är det glesbefolkat, med 13 invånare per kvadratkilometer. Närmaste större samhälle är Athamánio, 6,6 km nordväst om Tetrákomo. I omgivningarna runt Tetrákomo växer i huvudsak blandskog.